# Hampshire Township (Iowa)
Die Hampshire Township ist eine von 18 Townships im Clinton County im Osten des US-amerikanischen Bundesstaates Iowa.

## Geografie
Die Hampshire Township liegt im nördlichen und nordwestlichen Vorortbereich von Clinton im Osten von Iowa am westlichen Ufer des Mississippi, der die Grenze zu Illinois bildet. Die Grenze zu Wisconsin befindet sich rund 80 km nördlich.
Die Hampshire Township liegt auf 41°54′15″ nördlicher Breite und 90°15′06″ westlicher Länge und erstreckt sich über 102,18 km², die sich auf 95,31 km² Land- und 6,87 km² Wasserfläche verteilen.
Die Hampshire Township liegt im Osten des Clinton County. Auf dem gegenüberliegenden Ostufer des Mississippi liegen das Carroll und das Whiteside County in Illinois. Innerhalb des Clinton County grenzt die Hampshire Township im Süden und Südosten an die keiner Township angehörende Stadt Clinton, im Westen an die Center Township, im Nordwesten an die Deep Creek Township und im Norden an die Elk River Township.

## Verkehr
Durch die Hampshire Township führt entlang des Mississippi der an dieser Stelle den Iowa-Abschnitt der Great River Road bildende U.S. Highway 67. Weiter südlich durchläuft der Iowa Highway 136 die Township in südost-nordwestler Richtung und bildet zugleich die nordwestliche Ausfallstraße der Stadt Clinton. Alle weiteren Straßen sind County Roads sowie weiter untergeordnete und zum Teil unbefestigte Fahrwege.
Durch die Hampshire Township führt eine entlang des Mississippi verlaufende Eisenbahnlinie der Canadian National Railway.
Der nächstgelegene Flugplatz ist der unmittelbar südwestlich an die Township angrenzende Clinton Municipal Airport; der nächstgelegene größere Flughafen ist der rund 70 km südsüdwestlich gelegene Quad City International Airport.

## Bevölkerung
Bei der Volkszählung im Jahr 2010 hatte die Township 806 Einwohner. Die Einwohner leben überwiegend im Vorortbereich von Clinton und verstreut über das restliche Gebiet der Township. Daneben existiert in der Hampshire Township mit Six Mile noch eine (gemeindefreie) Siedlung.